# گوگلینگن
شهر گوگلینگندر ایالت بادن-وورتمبرگ در کشور آلمان واقع شده‌است.

## نگارخانه

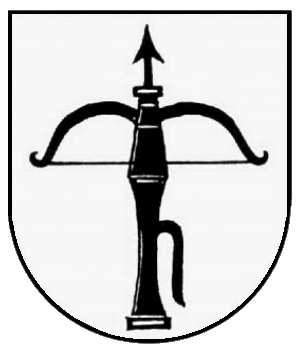
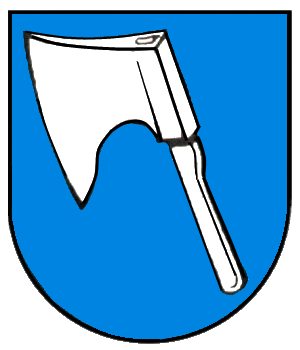